# Médecine vétérinaire en Suisse
La médecine vétérinaire en Suisse est soutenue par un cursus d'études universitaires se déroulant sur cinq ans suivies par une à deux années d'assistanat. Deux universités dispensent la formation permettant d'accéder au diplôme de vétérinaire.

## Admission
Il est nécessaire d'être titulaire d'une maturité fédérale ou équivalent, et de réussir le test d'aptitude des études en médecine, auquel un numerus clausus s'applique depuis 1999,. En 2018, le taux d'admission était inférieur à 40 %.
En 2022, l'Université de Berne disposait de 76 places de formation par an, tandis que celle de Zurich proposait 90 places.

## Organisation
Le bachelor dure trois ans et le master deux ans. Les étudiants peuvent se spécialiser dans six domaines : petits animaux, animaux de rente, chevaux, diagnostic paraclinique, santé publique vétérinaire et recherche biomédicale (état en 2006).
Les cours sont dispensés en allemand, mais les examens peuvent être passés soit en allemand, soit en français. Depuis le regroupement des facultés des universités de Berne et de Zurich, une partie des cours est dispensée en ligne et à distance.
Les cinq années sont sanctionnées par l'obtention du master en médecine vétérinaire. Pour avoir l'autorisation d'exercer, les titulaires du master doivent réussir un examen fédéral.

## Histoire
Les premières écoles vétérinaires suisses voient le jour en 1805 à Berne et en 1820 à Zurich. 
Dans le dernier quart du XIXe siècle, les écoles de Berne et Zurich s'efforcent d'unifier la formation, en collaboration avec la Société suisse des vétérinaires, et de hisser leur discipline au même niveau que la médecine humaine. Les hôpitaux vétérinaires de Berne et Zurich sont alors rattachés aux universités de ces deux villes, respectivement en 1900 pour l'Université de Berne et en 1901 pour celle de Zurich. Elles sont les deux premières facultés de médecine vétérinaire au monde. 
Les facultés sont regroupées en septembre 2006, au terme d'un processus de neuf ans, au sein d'une structure intercantonale commune, nommée Vetsuisse,.
En 2001, plus de 70 % des étudiants étaient des femmes, alors qu'elles ne constituaient qu'un tiers des effectifs en 1980. Si le taux de femmes au sein des études vétérinaires est le plus élevé de toutes les filières universitaires suisses, le taux de chômage des diplômés, qui s'élève à 13 % en 2015, est aussi le plus élevé du pays.